# Dale Robertson

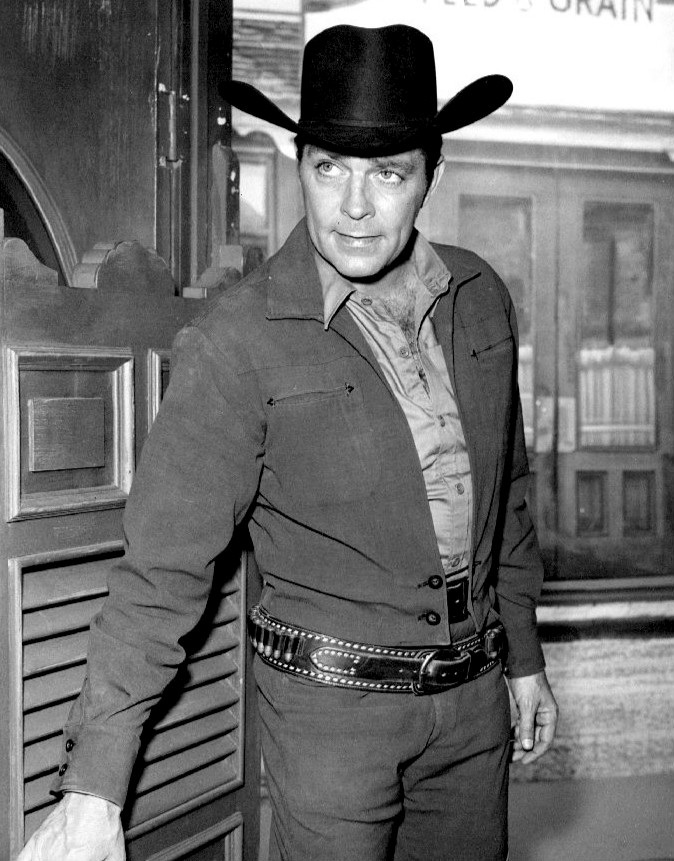
Dale Robertson en la serie de TV Cuentos de la Wells Fargo.

Dayle Lymoine Robertson conocido como Dale Robertson (Harrah, Oklahoma, 14 de julio de 1923-San Diego, California, 26 de febrero de 2013) fue un actor estadounidense conocido por sus papeles protagónicos en la televisión. Fue el investigador Jim Hardie en la serie de televisión Cuentos de la Wells Fargo y el dueño del ferrocarril Ben Calhoun en Iron Horse. Presentado frecuentemente como un engañosamente pensativo pero modesto héroe del Oeste, en 1979 Robertson fue el cuarto y último invitado de la serie antológica Death Valley Days. Descrito en 1959 por la revista Time como «posiblemente el mejor jinete en la televisión», Robertson pasó la mayor parte de su carrera en el cine y en la televisión mostrando muy bien en cerca de 60 títulos.

## Segunda Guerra Mundial
Durante la guerra, fue comisionado a través de la Escuela de Candidatos Oficiales y sirvió en el ejército 322 de los Estados Unidos como ingeniero de combate en el Batallón 97 de la División de Infantería en Europa. Fue herido en dos ocasiones recibiendo la estrella de bronce y de plata

## Biografía
Nacido en 1923 siendo sus padres Melvin y Vervel Robertson en Harrah, Oklahoma, Robertson fue un boxeador profesional mientras estuvo inscrito  en la Academia Militar en Claremore, Oklahoma. Durante ese tiempo, Columbia Pictures le ofreció una prueba para la película Golden Boy, pero rechazó el viaje a Hollywood para la prueba de pantalla. No quería dejar los ponis durante el viaje y el papel fue otorgado a William Holden.
Comenzó su carrera en los años 1940 actuando en papeles menores en las películas The Boy with Green Hair y Flamingo Road. Alcanzó la fama como protagonista de la serie de western A Tale of Wells Fargo, donde interpretó a Jim Hardie en 201 episodios. Como estrella invitada, apareció en The Red Skelton Show, Death Valley Days, La Isla de la Fantasía, Vacaciones en el mar, Dinastía (13 episodios), Dallas (5 episodios), Matt Houston, Se ha escrito un crimen y muchas más. También protagonizó la serie The Iron Horse, interpretando a Ben Calhoun, responsable del diseño y construcción de la línea transcontinental del ferrocarril (Union Pacific).
Falleció a los 89 años el día 26 de febrero de 2013 en el Scripps Memorial Hospital de La Jolla, San Diego, California a causa de un cáncer de pulmón y una neumonía.

## Filmografía
- 1949: Flamingo Road
- 1950: The Cariboo Trail
- 1951: Call Me Mister
- 1952: Return of the Texan
- 1953: The Farmer Takes a Wife
- 1953: City of Bad Men
- 1953: Devil's Canyon
- 1954: The Gambler from Natchez
- 1954: Sitting Bull
- 1955: Son of Sinbad
- 1955: Top of the World
- 1956: A Day of Fury
- 1956: High Terrace
- 1957: A Tale of Wells Fargo, serie de televisión
- 1957: Hell Canyon Outlaws
- 1958: Ana de Brooklyn (Anna di Brooklyn), de Vittorio De Sica y Carlo Lastricati
- 1964: Coast of Skeletons
- 1964: Blood on the Arrow
- 1964: Law of the Lawless
- 1966: The One Eyed Soldiers
- 1966: The Iron Horse, serie de televisión
- 1970: The Secret of the Glass Soldier
- 1970: One Soldier's Gamble
- 1975: The Kansas City Massacre, telefilm
- 1979: The Last Ride of the Dalton Gang
- 2012: Gossip Girl, serie de televisión - conductor del furgón blindado